# Venlo Eindhoven Zweefvliegclub
De Venlo Eindhoven Zweefvlieg Club (VEZC) is een zweefvliegclub in de Nederlandse stad Venlo.

## Geschiedenis
De club is opgericht op 6 juli 1932 als de Venlosche Aeroclub, nadat de Duitse constructeur en deskundige Alexander Lippisch in april van dat jaar voor de vereniging Techniek en Ambacht een lezing had gehouden over "zeilvliegen". Drie jaar later werd de naam veranderd in de "Venlose Zweefvliegclub". Er werd door leden zelf een zweefvliegtuig gebouwd met een spanwijdte van 6 meter, dat tegen het einde van 1933 klaar was. Dit model staat nu nog steeds bekend als de Erster Schul Gleiter. Drie jaar later keurde de Rijksluchtvaartdienst het toestel goed voor vluchten. In 1937 bouwde men de eerste trommellier, met gebruik van een tweedehands automotor.
De club wilde vliegen vanaf de Groote Heide, maar kreeg daarvoor aanvankelijk geen toestemming van het Ministerie van Oorlog. Uiteindelijk vond men, na eerst vanuit Swalmen te hebben gevlogen, een geschikt terrein bij de Wellsche Hut in de gemeente Bergen. Tijdens de Tweede Wereldoorlog had de vereniging geen toestemming om te vliegen, maar in 1946 kreeg de VZC toestemming om een gedeelte van de voormalige Vliegbasis Venlo-Herongen, op de Groote Heide, te gebruiken. Een van de uit de oorlogstijd stammende hangars werd omgebouwd tot clubhangar. In 1967 werd het eerste clublokaal in gebruik genomen. In 1978 werd VZC-lid Baer Selen Jr. als eerste Nederlander ooit op 23-jarige leeftijd wereldkampioen zweefvliegen. In 1979 stortte de hangar na hevige sneeuwval in en werd een nieuwe hangar gebouwd. Tijdens het 50-jarige bestaan in 1982 werd een werkplaats en een nieuw clublokaal gerealiseerd.
In maart 2015 werd bekend dat de Eindhovense Aeroclub (EACzc) overwoog te gaan samenwerken of fuseren met de Venlose zweefvliegclub. Deze vereniging was gedwongen te verhuizen omdat Eindhoven Airport te druk was geworden met de burgerluchtvaart.
Sinds 31 december 2016 zijn de VZC en EACzc officieel verder gegaan als één vereniging onder de naam Venlo Eindhoven Zweefvliegclub (VEZC).

## Materieel
De vloot van de VEZC bestaat heden uit twaalf toestellen:
- 2x ASK-21 een tweezitter in gebruik voor de opleiding
- 2x LS4b en 1x Discus CS beiden prestatie eenzitters die zowel voor opleiding als voor overland/wedstrijdvliegen worden gebruikt.
- 2x LS8, moderne prestatie eenzitters. waarvan een 15m en een 18 m versie.
- ASG-29es, moderne prestatie eenzitter, voorzien van flaps en een hulpmotor (turbo)
- 3x Duo Discus, waarvan twee voorzien van een hulpmotor (turbo)
- 1x ASK-13, klassieke opleidingstweezitter

## Modelvliegclub
Direct ten noorden van het terrein is Modelvliegclub Jupiter gevestigd.

## Communicatie
Venlo grond: 122.480 MHz